# La casa de las dos palmas
La casa de las dos palmas es una serie de televisión de época colombiana producida por RCN Televisión para Cadena Dos en 1990. El argumento de Martha Bossio de Martínez está basado en la novela homónima de Manuel Mejía Vallejo. Ha sido una de las series más destacadas de la televisión colombiana.
Trata de la saga familiar de la familia Herreros y su mítico pueblo de Balandú. Incesto, esposas abusadas, dementes, excomuniones, fantasmas, leprosos y todo tipo de crímenes tienen lugar en Balandú en sus primeros cuarenta años de vida.

## Sinopsis
A finales del siglo XIX, Efraín Herreros (Gustavo Angarita) arrastra a su familia compuesta por esposa, hijos, hermanos y cuñada a la búsqueda de un lugar idóneo en las montañas antioqueñas donde fundar un pueblo que será sólo de su familia.
La violencia y despotismo de Efraín, aleja a su hermano Juan (Edmundo Troya) quien se instala en el pueblo de Santa María de los Robles para hacer su fortuna en las minas. Comprometido con la bella Maribel (Martha Zulay), Juan construye una mansión, "La casa de las dos palmas", para ella. Cuando la mina se arruina, Maribel rompe su compromiso.
Enloquecido, Juan comete una serie de desatinos que lo llevan a ser excomulgado, y maldecido por el sacerdote del pueblo; contrae lepra y, abandonado por todos, muere dejando su casa como testimonio de su amor.
Efraín logra su sueño de fundar el pueblo de Balandú, y de plantar su semilla en esa tierra, aparte de sus siete hijos, embaraza a la campesina Etelvina (Carmenza Gómez) y a la curandera chiflada Francisca García (Carolina Trujillo). Etelvina y su hijo se marchan, pero Francisca y su hija Escolástica (Patricia Maldonado) quedan al  servicio de los Herreros.
Cuarenta años más tarde, "La Casa de las dos Palmas" abandonada y supuestamente embrujada será abierta por Efrén Herreros (Helios Fernández), quien la convertirá en un refugio para todos los enamorados tristes de su familia.

## Elenco
- Gustavo Angarita - Efraín Herreros
- Vicky Hernández - Florentina Herreros
- Edmundo Troya - Juan Herreros
- Víctor Hugo Morant - Mariano Herreros
- Gloria Gómez - Carlota Herreros
- Carmenza Gómez - Etelvina López Jiménez
- Carolina Trujillo - Francisca García Muriel
- Helios Fernández - Efrén Herreros
- Alberto León Jaramillo - Carlos Gómez
- Gloria Zapata - Laura Gómez
- Helena Mallarino - Evangelina Herreros
- Cristóbal Errázuriz - José Aníbal Gómez
- Hugo Pérez - Don Luis Vélez
- Aura Cristina Geithner - Zoraida Vélez
- Patricia Maldonado - Escolástica García
- Kristina Lilley - Matilde Herreros
- Luis Fernando Hoyos - Efrén Herreros (Joven)
- Horacio Tavera - Enrique Herreros
- Rosario Jaramillo - Imelda Jiménez
- Jaime Trespalacios - Lucas Jiménez
- Paula Peña - Georgina Pajares
- Ana María Arango - Gertrudis Pajares
- Martha Zulay - Maribel Pajares
- Silvio Ángel - Emiliano Tobón / Fernando Alcázar
- José Saldarriaga - Padre Liborio
- Eduardo Chavarro - Ramón
- Jairo Torres - Edilberto
- Juan Pablo Franco - Medardo Herreros
- Adriana Albarracín - Hortencia Herreros
- Juanita Humar - Isabel
- Gerardo Calero - Doctor Morales
- María Margarita Giraldo - Nuncia
- Danna García - Evangelina Herreros (Joven)
- María Eugenia Vélez - Rosita Herreros
- Rita Escobar - Hilda Herreros
- Argemiro Castiblanco - Rodrigo Herreros (adulto)
- Héctor Laos - Enrique Herreros (adulto)
- Andrés Álvarez - Medardo Herreros (joven)
- Eyner Castro - Roberto Herreros (joven)
- Ana Cristina Botero - Laura Gómez (Joven)
- Freddy Lagos - Pedro José Herreros (Joven)
- Tatiana Berón - Escolástica García (Joven)
- Carlos A. Ortiz - Juancho López (Joven)
- Juan P. Mallarino - José Anibal Gómez (Joven)
- Claudia García - Lucía Herreros
- Julieta García - Paula Morales Herreros
- Diego León Hoyos - Caín Colorado
- Mónica Gómez - Vestina Herreros
- Iván Rodríguez - Pedro José Herreros
- Carlos Henao - Rodrigo Herreros
- Andrés Navia - Roberto Herreros
- Fernando Velásquez - Asdrúbal
- Waldo Urrego - Juancho López
- Robinson Díaz - Francisco
- Santiago Moure - Pregonero
- Patricia Castañeda - Natalia
- Migladys Bedoya - Chelito
- Doris Castrillón - Mujer del bar
- Oscar de Moya - Profesor Bastidas
- Jaime Quinceno - Don Pipo
- Piedad Ruiz - Doña Pepita
- Jaime Andrés Uribe - Padre Tobón
- Luces Velásquez - Toña
- Leonor Arango - Gabriela
- Rosita Rico - Rosita Herreros (Joven)

## Premios y nominaciones
La serie se llevó el reconocimiento por parte de los Premios India Catalina, Premios Simón Bolívar y Premios TV y Novelas.

### Premios TV y Novelas.
| Premio                                         | Categoría                | Nominado          | Resultado |
| ---------------------------------------------- | ------------------------ | ----------------- | --------- |
| Premios TVyNovelas (Colombia) (I edición) 1992 | Mejor dramatizado        | Mejor dramatizado | Nominado  |
| Premios TVyNovelas (Colombia) (I edición) 1992 | Mejor director           | Kepa Amuchastegui | Nominado  |
| Premios TVyNovelas (Colombia) (I edición) 1992 | Mejor actriz protagónica | Vicky Hernández   | Ganadora  |

- Mejor dramatizado
- Mejor actor y actriz de reparto
- Mejor ambientación
- Mejor argumento
- Mejor dirección
- Mejor fotografía
- Mejor libreto
- Mejor vestuario
- Mejor banda sonora